# Nybofjällstjärnen
Nybofjällstjärnen är en sjö i Vansbro kommun i Dalarna och ingår i Göta älvs huvudavrinningsområde. Sjön har en area på 0,141 kvadratkilometer och ligger 368,1 meter över havet.

## Delavrinningsområde
Nybofjällstjärnen ingår i det delavrinningsområde (668440-139808) som SMHI kallar för Utloppet av Milsjön. Medelhöjden är 382 meter över havet och ytan är 23,04 kvadratkilometer. Räknas de 3 avrinningsområdena uppströms in blir den ackumulerade arean 69,33 kvadratkilometer. Eriksdalsälven (Upprämmsälven) som avvattnar avrinningsområdet har biflödesordning 3, vilket innebär att vattnet flödar genom totalt 3 vattendrag innan det når havet efter 424 kilometer. Avrinningsområdet består mestadels av skog (81 procent). Avrinningsområdet har 1,63 kvadratkilometer vattenytor vilket ger det en sjöprocent på 7,1 procent.